# Теорема Стоуна о группах унитарных операторов в гильбертовом пространстве
Теорема Стоуна о группах унитарных операторов в гильбертовом пространстве — важный результат функционального анализа, утверждающий, что всякая сильно непрерывная однопараметрическая группа унитарных операторов представляется в виде:
{\displaystyle U_{t}=e^{it{\hat {H}}}\quad t\in \mathbb {R} },
где {\displaystyle {\hat {H}}} — некоторый самосопряженный оператор, а {\displaystyle t} — параметр. Верно и обратное: всякому самосопряженному оператору {\displaystyle {\hat {H}}} с помощью представления Стоуна можно поставить в соответствие сильно непрерывную однопараметрическую группу унитарных операторов.
Теорема была доказана американским математиком Маршаллом Стоуном в 1930 году и имела большое значение для становления квантовой механики, а также послужила толчком к созданию теории Купмана — фон Неймана.
Сильно непрерывная однопараметрическая группа унитарных операторов обладает следующими свойствами:
{\displaystyle \lim _{t\rightarrow t_{0}}U_{t}\xi =U_{t_{0}}\xi \quad \forall t_{0}\in \mathbb {R} ,\xi \in H}
{\displaystyle U_{t+s}=U_{t}U_{s}}.
Важность результата для физики заключается в том, что он гарантирует существование и единственность решений уравнений Шрёдингера и Лиувилля, а также сохранение нормировок волновых функций.